# Lascar (person)
 For alternative betydninger, se Lascar. (Se også artikler, som begynder med Lascar)
En lascar (laskar) var en sømand eller en person, som var tilknyttet en milits.
Lascarerne var personer  fra sydasien eller andre lande, øst for Kap Det Gode Håb.
Lascarer gjorde tjeneste på europæiske skibe fra det 16. århundrede indtil begyndelsen af det 20. århundrede eller tjenstgjorde i europæiske  militser.